# Паркер (фильм)
«Паркер» (англ.  Parker) — американский криминальный триллер режиссёра Тэйлора Хэкфорда по роману Дональда Уэстлейка Flashfire (2000). Главные роли исполняют Джейсон Стейтем и Дженнифер Лопес. Премьера состоялась 18 января 2013 года в городе Уэст-Палм-Бич.

## Сюжет
Живущий в Новом Орлеане, но говорящий с британским акцентом профессиональный грабитель, которого все зовут Паркером (Джейсон Стейтем), по наводке друга, пожилого вора Боба Хёрли (Ник Нолти), с дочерью которого, Клэр (Эмма Бут), он сожительствует, отправляется на очередное дело — ограбление Ярмарки штата Огайо в городе Колумбус вместе с четвёркой незнакомых ему бандитов, возглавляемой Меландером (Майкл Чиклис). Переодевшись в клоунов, Меландер и Росс (Клифтон Коллинз-младший) сквозь пол проникают в помещение, где хранятся деньги, в то время как Паркер, в образе католического священника, отвлекает внутреннюю охрану. Спустя несколько минут их сообщник Хардвик (Майка Хауптман) поджигает сено, и на ярмарке начинается масштабный пожар. Меландер и Росс вместе с добычей садятся в автомобиль пожарной инспекции, за рулём которого сидит их сообщник Карлсон (Уэнделл Пирс). Паркер и Хардвик идут к своим автомобилям. Воспользовавшись суматохой, грабители уезжают. В заброшенной промзоне все пересаживаются в серебристый Chevrolet Suburban Хардвика, которого за рулём сменяет Карлсон. При пересадке Паркер обвиняет Хардвика в том, что тот, подглядывая за переодевающимися в палатке красотками, упустил время для выдвижения к условленному месту, и в результате поджёг сено не за павильоном домашнего скота, а у хранилища баллонов с пропаном, что увеличило степень общественной опасности преступления и сделало его расследование более приоритетным. Во время движения по сельской дороге Меландер предлагает вложить похищенные $1,2 миллиона в подготовку более крупного ограбления, поскольку одна лишь покупка требующегося для этого дома обойдётся в такую сумму, но Паркер твёрдо отказывается, предпочитая получить свои $200 тысяч. Следуя заранее оговорённому сценарию, бандиты пытаются убить Паркера, который получает пулю от Меландера и ещё одну от Хардвика.
Фермер, проезжавший мимо со своей семьёй, доставляет чудом выжившего Паркера в госпиталь города Ковингтон, штат Кентукки, откуда тот, как только приходит в сознание, сбегает, собираясь отомстить Меландеру и забрать свою долю. Отлежавшись под капельницей в угнанном медицинском фургоне и найдя там компактный пистолет, Паркер проникает в номер охотничьего мотеля, где его добычей становятся одежда, мультитул, электробритва, и ещё один пистолет. Совершив разбойное нападение на пункт обналичивания чеков в Мемфисе, штат Теннесси, Паркер направляется в Хьюстон, штат Техас, и, представившись другом Боба Хёрли, заказывает новые документы у владельца типографии, сеньора Норте (Карлос Карраско). В ожидании новых документов, которые должны быть готовы через пять дней, Паркер едет в Новый Орлеан, где, в буквальном смысле надавив на брата Хардвика, владеющего пятью барами на Бурбон-стрит и рок-клубом, дознаётся о том, что Меландер и его банда находятся в Палм-Бич — островном городе миллиардеров и мультимиллионеров, на каждые восемь жителей которого приходится один полицейский. Он настоятельно рекомендует Клэр, а также её отцу, отправиться в какую-нибудь турпоездку. Тем временем Хардвик узнаёт о том, что Паркер жив, и сообщает об этом Меландеру. По требованию Меландера, Хардвик звонит в Чикаго своему влиятельному дяде, мистеру Дэнзингеру, и тот отправляет по следу Паркера своего лучшего киллера, по фамилии Кролл (Даниэль Бернхардт), который первым делом проникает в дом Клэр с целью её похищения (фамилию Кролл носит репортёр еженедельника Variety, эксклюзивная статья которого о будущем фильме «Паркер» была опубликована 18 апреля 2011 года). Сумев выскользнуть из дома через окно и уехать от киллера на автомобиле, предварительно проткнув шину его автомобиля ножом, Клэр в слезах звонит Паркеру, который велит ей ехать в рыболовный кемпинг на берегу Пеликаньей бухты (Pelican Bay) озера Окичоби, штат Флорида. Вернувшись в Хьюстон за новыми документами, он застаёт в офисе сеньора Норте трёх эмиссаров Дэнзингера, лежащих на полу под присмотром Норте и его помощника, Эрнесто. В ответ на требование лечь на пол рядом с незваными гостями, Паркер выводит из строя Эрнесто, прострелив ему обе ноги, после чего получает свои документы и, заставив Норте застрелить пришельцев из Чикаго, забирает с собой револьвер с отпечатками пальцев Норте, в качестве залога молчания оного.

Паркер отправляется в Палм-Бич под именем родившегося 15 сентября 1978 года в Эквадоре нефтеразведчика Дэниела Пармитта из Сан-Антонио, штат Техас, будто бы желающего купить дом. В выборе дома ему помогает риэлтор — Лесли Роджерс (Дженнифер Лопес, у которой есть сестра по имени Лесли, тогда как у кинематографической Лесли Роджерс есть сестра по имени Дженнифер). Во время совместной ознакомительной поездки Паркер равнодушно проезжает мимо роскошных особняков, но притормаживает у ветхого и по местным меркам убогого дома, двумя месяцами ранее купленного за $1,2 миллиона мистером Родриго, тоже из Техаса. Он понимает, что нашёл дом, в котором шайка Меландера планирует отсидеться после ограбления. В сумерках он возвращается к дому «мистера Родриго». Воспользовавшись кратковременной отлучкой проголодавшихся бандитов, которые из страха перед Паркером боятся разделяться, он находит их оружейный тайник и сгибает бойки плоскогубцами. Вернувшись к своему автомобилю, он обнаруживает в нём Лесли, которая предлагает продолжить разговор в более приватной обстановке, после чего сообщает, что, по её сведениям и наблюдениям, он не тот, за кого себя выдаёт. Когда они ночью приходят в пустой офис Лесли, та жалуется на судьбу и просится в долю за информационную поддержку. Вместо ответа Паркер приказывает ей раздеться до нижнего белья, желая удостовериться в том, что на ней нет радиомикрофона. Он говорит, что подумает над её предложением. Назавтра, узнав от Паркера вид и приблизительную стоимость добычи, она высказывает предположение, что Меландер собирается ограбить аукцион бриллиантовых украшений, принадлежавших местной светской львице, Мириам Хоуп Клендон, завещавшей всё своё имущество городу Палм-Бич. Общая оценочная стоимость лотов составляет $75 миллионов. 

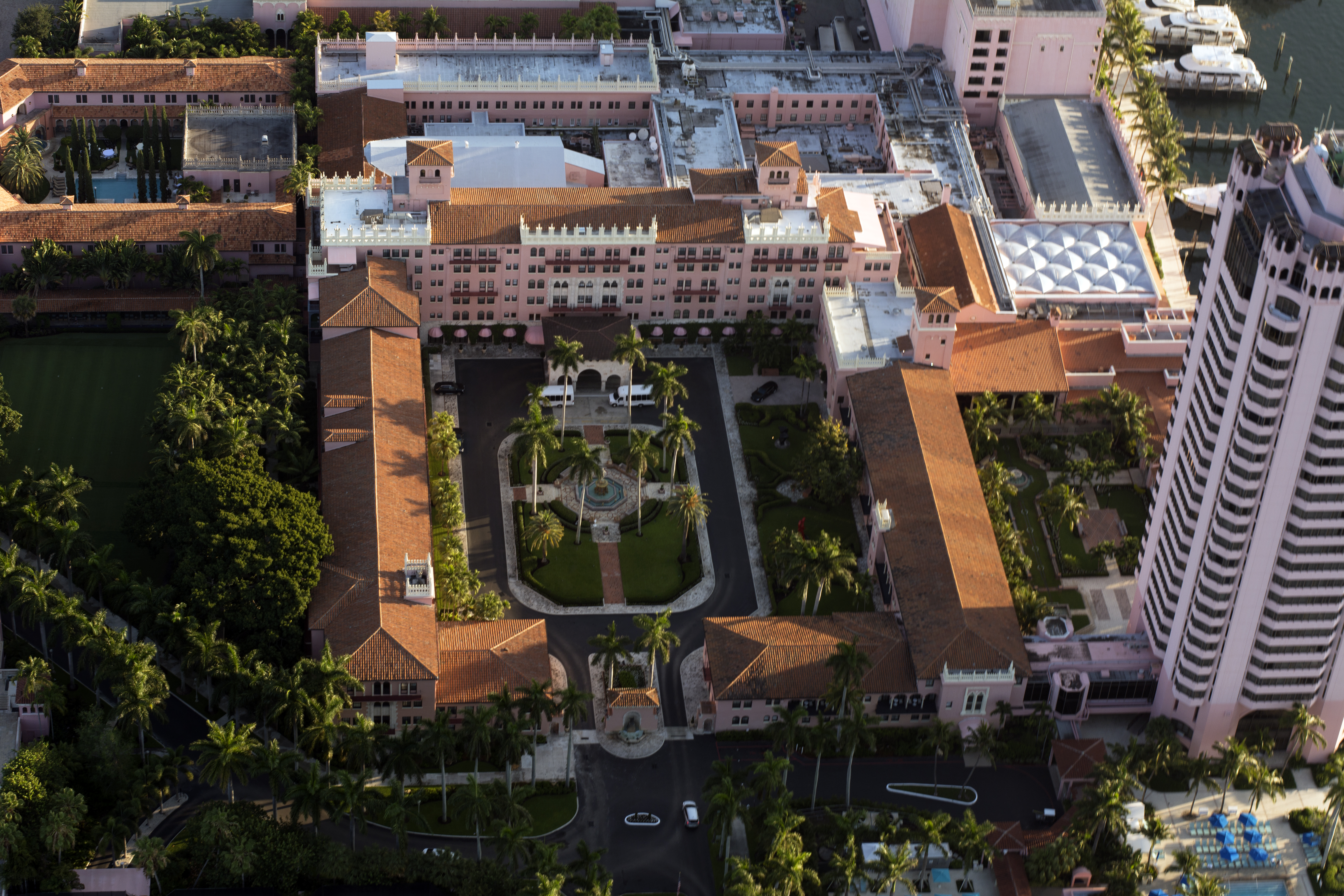
Главный вход гостиничного комплекса «Boca Raton Resort & Club». Паркер остановился в номере с неостеклённым балконом на предпоследнем, 26-м этаже башни «Boca Raton Club Tower» справа.

 Паркер говорит Лесли, что теперь она в доле. Подъехав вместе с ней к задним воротам обширного поместья миссис Клендон, где будет проводиться аукцион, он видит Меландера с сообщниками, одетых в синие комбинезоны фирмы, специализирующейся на техническом сопровождении общественных мероприятий. Паркер высаживает Лесли у отеля «The Breakers», чтобы она могла взять такси и доехать до своего офиса, а сам направляется в свой номер в «Boca Raton Club Tower», где на него нападает Кролл. В результате схватки киллер падает с балкона 26-го этажа, но и Паркер серьёзно ранен. Придя домой к Лесли, живущей у своей матери-кубинки в Уэст-Палм-Бич, Паркер просит её отправиться к таксофону и вызвать Клэр, кемпинг которой находится приблизительно в 80 км пути от дома Лесли. Будучи сотрудницей отделения экстренной медицинской помощи госпиталя, Клэр привычными движениями зашивает раны возлюбленного.
Находясь за штурвалом катера, стоящего в лагуне Лейк-Уорт напротив поместья миссис Клендон, Хардвик дожидается начала аукциона и дистанционно активирует системы последовательного пуска фейерверков, вмонтированные Россом в акустические колонки. Меландер и двое сообщников, переодетые в пожарных, подъезжают к поместью на пожарной машине и захватывают драгоценности. Полиция приводит в вертикальное положение все три разводных моста между городом Палм-Бич и материком, берёт под наблюдение причалы прогулочных судов, и перекрывает дороги.

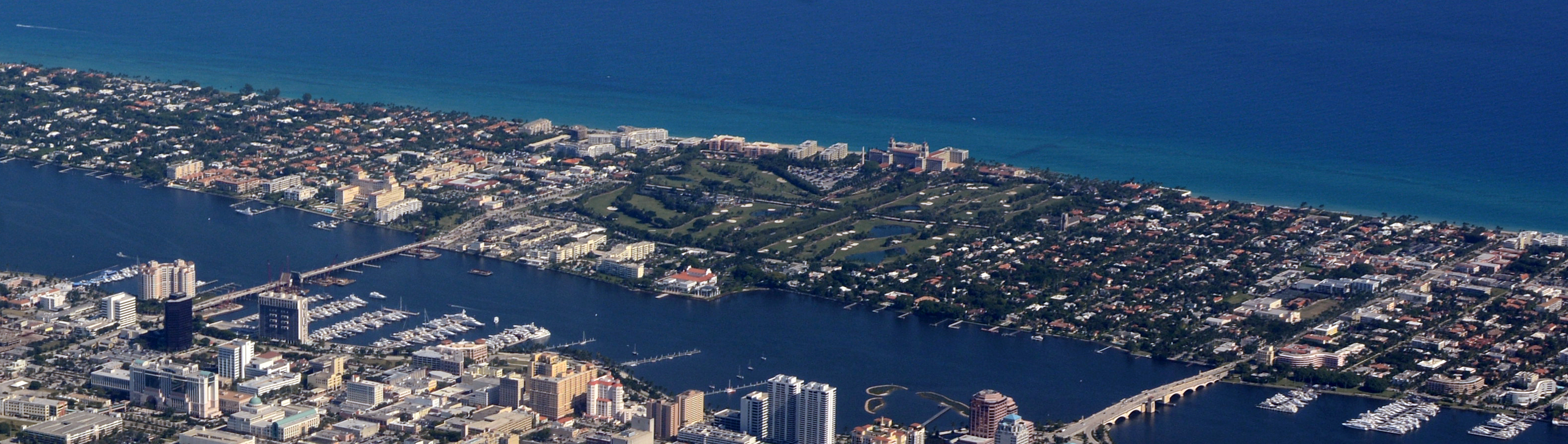
Островной город Палм-Бич связан с материковым городом Уэст-Палм-Бич тремя разводными мостами через лагуну Лейк-Уорт.

Хардвик на катере отвлекает стражей правопорядка, а Меландер и его соратники, теперь уже в гидрокостюмах и с аквалангами, погружаются в лагуну и добираются до своего дома. Там их поджидает Паркер, спрятавший под столами два пистолета. Туда же приходит Лесли, которую Хардвик ловит, когда та подглядывает в окно. Меландер подозревает, что Паркер где-то рядом, и отправляет своих людей обследовать дом. Паркер бесшумно убивает Росса. Заметив исчезновение сообщника, Меландер и Хардвик возобновляют поиски Паркера, а Карлсон остаётся с Лесли. Меландер обнаруживает Паркера и пытается выстрелить ему в спину, но пистолет даёт осечку. В завязавшейся схватке Паркер расправляется с Меландером. Одновременно Лесли расстреливает Карлсона из пистолета, спрятанного под столом. Хардвик приставляет пистолет к виску Лесли и угрожает убить её, если Паркер не согласится поделить добычу, но когда он спускает курок, выясняется, что пистолет испорчен. Пуля, выпущенная Паркером, попадает Хардвику в лоб.
Сообщив Лесли о том, что они поделят деньги пополам после вычета невыплаченных ему $200 тысяч, а также $200 тысяч, причитающихся разработчику ограбления ярмарки, Паркер велит ей спрятать драгоценности в воздуховоде системы кондиционирования её офиса, обещая кого-нибудь прислать за ними месяца через три. Полгода спустя он находит и убивает Дэнзингера. Год спустя Лесли получает свою долю, в виде 35 500 стодолларовых банкнот общим весом 35,5 кг, доставленных ей на дом экспресс-почтой в двух картонных коробках. В финале Паркер вызволяет из нищеты спасшего его фермера, который начинает верить в то, что Паркер вовсе не человек, а ангел испытания и воздаяния.

## В ролях
- Джейсон Стейтем — Паркер
- Эмма Бут — Клэр
- Ник Нолти — Боб Хёрли
- Дженнифер Лопес — Лесли Роджерс
- Пэтти Люпон — Асенсьон Сьенфуэгос (мать Лесли)
- Майкл Чиклис — Меландер
- Майка Хауптман[англ.] — Август Хардвик
- Клифтон Коллинз-младший — Росс
- Уэнделл Пирс — Карлсон
- Карлос Карраско[англ.] — Норте
- Бобби Каннавале — Джейк Фернандес (офицер полиции графства Палм-Бич)
- Даниэль Бернхардт — Кролл